# Jeferson Monteiro
Jeferson Monteiro é um publicitário brasileiro, criador do "Dilma Bolada", um perfil humorístico da presidente Dilma Rousseff que se tornou célebre nas redes sociais.
A sátira teria começado no Twitter durante as eleições de 2010 e chegou a ser premiada a melhor conta falsa de uma personalidade pelo "Shorty Awards", uma premiação internacional que seleciona os melhores perfis do microblog. Posteriormente Jeferson chegou a receber pagamentos da Pepper, descrita pela revista Época como uma espécie de agência parapartidária do Partido dos Trabalhadores que faz guerrilha virtual para o partido.
Em 11 de maio de 2017, após o ministro do Supremo Tribunal Federal retirar o sigilo das delações de Mônica Moura, esposa do publicitário do PT, João Santana, foi constatado que nas delações de Mônica ela afirma que Dilma Bolada recebeu 200 mil reais. O dinheiro teria sido pago a pedido do coordenador da campanha, Edinho Silva, sob o argumento de que o trabalho do ator era vantajoso para a imagem da então presidente. Segundo a petição do Procurador-Geral da República Rodrigo Janot, Monica disse em depoimento que foi chamada para uma reunião no comitê político do PT em 2014. Lá, ouviu de Edinho o pedido para que ela e o marido arcassem com uma dívida de 400 mil reais que o comitê tinha com Jefferson Monteiro, "para evitar a interrupção das postagens, consideradas favoráveis à imagem de Dilma Rousseff". Monica contou que pagou a metade do valor. A outra metade teria sido paga por Daniele Fonteles, da agência Pepper, que trabalhava com o marketing da campanha nas mídias sociais.